# Tash Sultana
Tash Sultana, właśc. Taj Hendrix „Tash” Sultana (ur. 18 czerwca 1995 w Melbourne) – australijska multiinstrumentalistka, wokalistka i kompozytorka. Tworzy i wykonuje utwory z wykorzystaniem techniki loop. Biegle gra na gitarach, mandolinie, instrumentach klawiszowych, samplerach, elektrycznych instrumentach perkusyjnych, fletni pana i trąbce. Jej występy to zwykle one man show składające się z kolejno nagrywanych partii instrumentalnych i wokalnych.

## Kariera
Jest muzycznym samoukiem. Naukę gry na gitarze zaczęła w wieku 3 lat. Swój warsztat kształciła występując na ulicach rodzinnego miasta Melbourne. Wypracowała tam też swój własny, oryginalny styl muzyczny. W latach 2008–2012 grała w amatorskim zespole MindPilot jako gitarzystka solowa. Od 2013 r. występuje samodzielnie i związana jest z projektem Bandcamp, będącym platformą niezależnych twórców muzycznych. W 2016 r. towarzyszyła grupie Garbage podczas Strange Little Birds tour. Występowała na australijskich festiwalach Woodford Folk Festival, Southbound, St Jerome's Laneway Festival i Splendour In The Grass. W maju 2016 r. wystąpiła na TEDxUniMelb.
Obecnie związana jest z impresariatem Lemon Tree Music, z którym podpisała umowę w czerwcu 2016 r. W tym samym roku wydała pierwszy longplay Notion w wytwórni Lonely Lands. Płyta osiągnęła 4 pozycję na ARIA Australian Albums Chart. Promując tę płytę, odbyła w 2016 r. na tournee po kraju. W 2017 rozpoczęła trasę koncertową po Australii, Nowej Zelandii, Europie, Kanadzie i Stanach Zjednoczonych.

## Życie prywatne
Pochodzi z rodziny australijsko-maltańskiej. Jest ambasadorką organizacji Beyondblue, której celem jest budowa wrażliwości społecznej na osoby z problemami psychicznymi, takimi jak depresja lub zaburzenia lękowe oraz udzielanie wsparcia osobom dotkniętym chorobą. Sama jako nastolatka przeżyła epizod psychozy wywołanej spożyciem grzybów halucynogennych zakończony terapią. Muzyka stała się dla niej jednym ze sposobów na pokonanie choroby. Sultana jest osobą niebinarną i używa neutralnych zaimków they/them.

## Dyskografia
Albumy

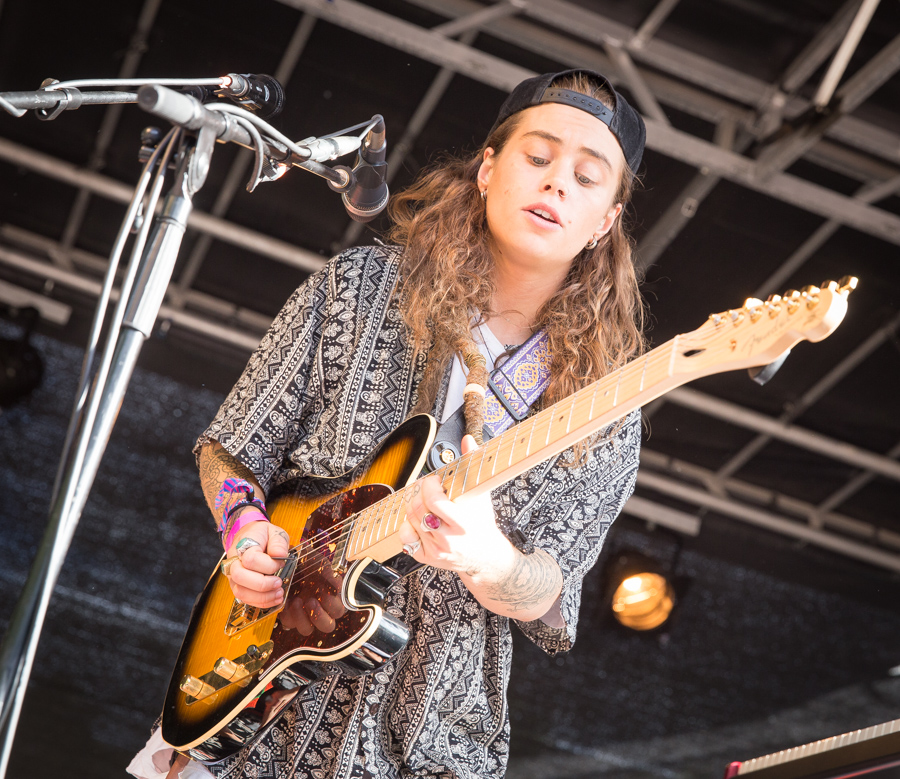
Tash Sultana (2017)

- Notion EP, Lonely Lands, 23 września 2016
- Flow State, Mom + Pop Music, 31 sierpnia 2018
- Terra Firma, Lonely Lands, 19 lutego 2021
- MTV Unplugged (Live In Melbourne), Sony Music Entertainment, 6 czerwca 2022

Single
- Gemini, 2016
- Notion, 2016
- Jungle, 2016
- Murder to the Mind, 2017